# Afrolongichneumon tanzanicus
Afrolongichneumon tanzanicus là một loài tò vò trong họ Ichneumonidae.